# Welterbe des Heiligen Stuhls
Zum Welterbe des Heiligen Stuhls gehören (Stand 2020) zwei UNESCO-Welterbestätten, die in der Vatikanstadt liegen oder exterritoriale Besitzungen des Heiligen Stuhls sind. Beide Stätten sind Kulturerbestätten. Der Heilige Stuhl, der den Staat Vatikanstadt nach außen vertritt, hat die Welterbekonvention 1982 ratifiziert. Die erste Welterbestätte wurden 1984 in die Welterbeliste aufgenommen, die letzte 1990.

## Welterbestätten
Diese Tabelle listet die UNESCO-Welterbestätten des Heiligen Stuhls in chronologischer Reihenfolge nach dem Jahr ihrer Aufnahme in die Welterbeliste (K – Kulturerbe, N – Naturerbe, K/N – gemischt, (G) – auf der Liste des gefährdeten Welterbes).
| Bild                                       | Bezeichnung | Jahr | Typ | Ref. | Beschreibung |
| ------------------------------------------ | --- | ---- | --- | ---- | --- |
| Petersplatz mit Petersdom (weitere Bilder) | Vatikanstadt (Lage) | 1984 | K   | 286  | Die Vatikanstadt ist der einzige Staat, dessen gesamtes Staatsgebiet als Welterbestätte anerkannt ist. |
| Lateranpalast (weitere Bilder)             | Historisches Zentrum Roms, die extraterritorialen Stätten des Heiligen Stuhls in der Stadt und Sankt Paul vor den Mauern (Lage) | 1990 | K   | 91   | grenzüberschreitend mit Italien. Das historische Zentrum von Rom und die Basilika St. Paul waren bereits 1980 als Weltkulturerbe anerkannt worden, die Stätte wurde 1990 um die extraterritorialen Besitztümer des Heiligen Stuhls erweitert. |

## Tentativliste
In der Tentativliste sind die Stätten eingetragen, die für eine Nominierung zur Aufnahme in die Welterbeliste vorgesehen sind. Mit Stand 2020 ist keine Stätte in der Tentativliste des Heiligen Stuhls eingetragen. Alle früher eingetragenen Stätten wurden bereits in das Welterbe aufgenommen.